# Ruggtjärnen
Ruggtjärnen är en sjö i Strömsunds kommun i Jämtland och ingår i Indalsälvens huvudavrinningsområde. Sjön har en area på 0,0731 kvadratkilometer och ligger 304,1 meter över havet.

## Delavrinningsområde
Ruggtjärnen ingår i det delavrinningsområde (705350-148472) som SMHI kallar för Förgrening. Medelhöjden är 311 meter över havet och ytan är 6,84 kvadratkilometer. Räknas de 23 avrinningsområdena uppströms in blir den ackumulerade arean 142,17 kvadratkilometer. Ruggan (Älggårdsån) som avvattnar avrinningsområdet har biflödesordning 4, vilket innebär att vattnet flödar genom totalt 4 vattendrag innan det når havet efter 209 kilometer. Avrinningsområdet består mestadels av skog (54 procent) och sankmarker (38 procent). Avrinningsområdet har 0,07 kvadratkilometer vattenytor vilket ger det en sjöprocent på 1 procent.